# Manfred Srb
Manfred Srb (* 5. Juni 1941 in Stockerau; † 8. Jänner 2022 in Wien) war ein österreichischer Politiker (Die Grünen) und Diplomsozialarbeiter.

## Leben
Srb erkrankte mit acht Jahren an Kinderlähmung und war seitdem Rollstuhlfahrer. Nach dem Besuch der Pflichtschule und der Bundeshandelsschule für Behinderte war er von 1963 bis 1979 Bediensteter beim Magistrat der Stadt Wien. Von 1975 bis 1978 studierte Srb Sozialarbeit an der Sozialakademie in Wien und arbeitete 1979 im sozialpädagogischen Bereich beim Verein Jugendzentrum der Stadt Wien.
Ab 1964 engagierte sich Manfred Srb in der Behindertenbewegung, wie im Österreichischen Zivil-Invalidenverband, im Klub Junger Behinderter, Club Handicap und Autonom-Leben-Bewegung. Srb war ab 1994 ehrenamtlicher Mitarbeiter des BIZEPS – Zentrum für Selbstbestimmtes Leben.
Über die Mitarbeit beim Arbeitskreis Behinderte bei der Alternativen Liste Österreichs wurde Srb parteipolitisch aktiv. Er zog 1986 über die Liste Freda Meissner-Blau ins Parlament ein und gehörte diesem vom 17. Dezember 1986 bis zum 3. Mai 1994 an. Srb war Behindertensprecher der Grünen. 
Srb starb nur wenige Tage nach dem Tod seiner Frau und langjährigen BIZPS-Obfrau Annemarie Srb-Rössler.